# Aimee Boorman
Aimee Boorman (Chicago, 27 de marzo de 1973) es una entrenadora de gimnasia artística estadounidense. Es la entrenadora de cabecera de la campeona mundial 2013, 2014, y 2015, y de la medallista de Oro Olímpica Simone Biles.

## Primeros años
Aimee Boorman nació en el Northside de Chicago, donde también pasó su niñez. Empezó a practicar gimnasia a una edad temprana y comenzó a dar entrenamientos cuando era adolescente para pagar las facturas de su propio gimnasio. A los catorce se dio cuenta de que no se convertiría en una gimnasta Olímpica por sí sola, pero decidió continuar en el deporte como entrenadora. En la universidad, se convirtió en un miembro de la hermandad Delta Phi Epsilon. Se graduó de la Universidad de Illinois del Norte en 1995. Ese mismo año, Boorman se mudó a Texas.

## Carrera como entrenadora
El primer trabajo de Boorman como entrenadora en Texas fue en la Academia Ciprés de Gimnasias localizado en Houston. Boorman trabajó en Bannon Gymnastix desde 1996 a 2014. Allí entrenó a Simone Biles desde el comienzo de su carrera. Ella y Biles temporalmente entrenaron en el AIM Atletismo en los Bosques, Texas, hasta la apertura del Centro de Campeones Mundiales, ubicado en Spring, Texas, donde Boorman es la directora de equipo y entrenadora de referencia.
Boorman fue nombrada entrenadora de cabecera del equipo de gimnasia femenina de Estados Unidos para las Olimpiadas de Verano 2016 en Río de Janeiro.

## Vida personal
Boorman nació en Chicago pero actualmente reside en Spring, Texas. Se casó con James en 1990. Juntos tienen tres niños.